# كولين صامويل
كولين صامويل (بالإنجليزية: Collin Samuel)‏ (مواليد 27 أغسطس 1981 في مانزانيلا) لاعب كرة قدم ترينيدادي دولي يجيد اللعب في خط الهجوم. يلعب حاليا لصالح نادي سانت جونستون الاسكتلندي منذ 2008.

## روابط خارجية
- كولين صامويل على موقع الدوري الأمريكي (الإنجليزية)
- كولين صامويل على موقع قاعدة بيانات كرة القدم.إي يو (الإنجليزية)
- كولين صامويل على موقع ناشيونال فوتبول تيمز (الإنجليزية)
- كولين صامويل على موقع Soccerbase.com (لاعب) (الإنجليزية)